# Saarenkylä (Muurame)
Saarenkylä est une île du lac Päijänne à Muurame en Finlande,.

## Géographie
Saarenkylä mesure 3,1 kilomètres de long, 1,7 kilomètre de large et une superficie de 2,04 kilomètres carrés.
Riihivuori s'élève sur son côté sud-ouest sur une péninsule à laquelle l'île de Riihiniemi est presque attachée.
Au sud de Saarenkylä, derrière Kivijärvi, se trouve l'île Viitesaari, à l'est de laquelle se trouve le détroit Uitonsalmi qui la sépare de Muuratsalo. 
L'île Majasaari est située au nord-est de Saarenkylä.
Le plus haut sommet de Saarenkylä est situé à l'extrémité sud de l'île à Hongisto, qui est la plus grande zone forestière de l'île. 
Il atteint une altitude d'environ 115 mètres soit une hauteur de 37 mètres au dessus de la surface du lac Päijänne. 
Saarenkylä compte quatre autres collines boisées, à Joutsenlahti et à l'extrémité nord de l'île. La colline de Joutsenlahti est la plus haute d'entre elles et culmine à environ 14 mètres.
Les terres agricoles de l'île sont situées principalement dans sa partie nord et se terminent dans la partie étroite de l'île où Hongisto commence à s'élever. 
Il y a aussi quatre parcelles de terres cultivées dans la partie sud de l'île. 
L'habitat de Saarenkylä est dispersé, formant un village couvrant toute l'île. 
Près de 60 maisons de vacances ont été construites sur ses rives, principalement dans sa partie méridionale autour de Hongisto. 
Une route bifurque vers Saarenkylä depuis la route de liaison 16619 et traverse Pitkälä et Riihiniemi jusqu'au canal de Kivijärvi, où elle traverse le pont-canal. 
Ensuite, la route bifurque en tronçons nord et sud, d'où partent des routes vers chaque partie de l'île. 
Saarenkylä est entourée d'une voie navigable, qui passe d'abord à Uittosalmi et bifurque vers Lehtisselkä via le détroit de Majasaari jusqu'à Saareslahti.